# Wolverine (cómic)
Wolverine es el título de varios cómics distintos, publicados por Marvel Comics en formato comic book dedicado y protagonizado por el canadiense Wolverine miembro de los X-Men. La primera publicación fue una miniserie de pocos números, mientras que el resto cuentan con una historia de principio a fin.

## Historia

### Primera serie (1982)
Con guion del escritor Chris Claremont, e ilustrado por el dibujante Frank Miller, entintado por Joe Rubinstein, en los colores Glynis Wein, y las letras por Tom Orzechowski, fue la primera miniserie compuesta por cuatro números, lanzados de septiembre a diciembre de 1982.

### Segunda serie (1988)
Una publicación mensual por quince años, a partir de noviembre de 1988 hasta junio de 2003, una edición de 189 números.

### Tercera serie (2003)
Relanzamiento de un nuevo concepto, una nueva historia que surge tras los eventos ligados con Dark Reign —el reinado oscuro de Norman Osborn—Dark Wolverine publicado en julio de 2003, protagonizado por el hijo de Wolverine, Daken, este volumen termina con la publicación #90 de 2009.

### Cuarta serie (2010)
Al término del crossover Asedio y X-Men: Segunda venida y tras finalizar Wolverine: Origins la editorial Marvel optó por la resurrección de una nueva serie a cargo del escritor Jason Aaron e ilustrada por Renato Guedes.